# Adreça d'interès
Una adreça d'interès és l'adreça URL d'una pàgina web emmagatzemada per tal de poder-hi accedir en un futur. És una característica comuna de la majoria dels navegadors actuals. Depenent de l'aplicació, pot rebre el nom de preferit, per exemple a Internet Explorer, o punt (perquè pot recordar als típics punts de llibres). Les adreces d'interès normalment es desen al mateix ordinador de l'usuari, però progressivament també de forma remota i, fins i tot, compartint-les amb altres usuaris de la xarxa tot etiquetant-les.

## Emmagatzemament local
Cada navegador té la seua pròpia forma de gestionar les d'adreces d'interès. El mètode pot variar en funció del navegador, la versió i el sistema operatiu on s'executa.
Als navegadors derivats de Netscape la llista s'emmagatzema en un únic fitxer HTML anomenat bookmarks.html. Aquesta aproximació permet la publicació i impressió de la llista en forma de catàleg categoritzat i és compatible amb qualsevol plataforma. Els noms poden no ser únics i es pot editar el fitxer externament.
Des del Firefox 3, les adreces d'interès, l'historial, les galetes i les preferències s'emmagatzemen de fet en SQLite, un format de base de dades transaccional segur.
Per altra banda, a l'Internet Explorer es troben com a fitxers individuals amb el nom de l'enllaç original, i l'extensió «.URL». Aquestes es recullen en un directori anomenat «Favorites», que pot contenir diferents subdirectoris. Els noms de les adreces d'interès cal que siguin únics dins d'una carpeta. Cada fitxer conté l'URL original i diferents metadades.

Sovint és possible importar i exportar adreces d'interès contingudes en diferents formats.